# Nahski jezici
Nahski jezici, malena skupina od tri jezika koja je dio šire skupine sjeveroistočnih kavkaskih ili nahsko-dagestanskih jezika. Tri njezina predstavnika govore se na području Gruzije i Rusije, na Kavkazu. Unutar sebe podijeljena je na dvije uže podskupine, bacbijsku s jednim jezikom i čečensko-ingušku s dva jezika. 
Bacbijskim [bbl] govori 3.420 osdoba (2000); čečenski [che] govore Čečeni (1,341,000), gotovo svi u Rusiji, i nešto u Jordanu; inguškim [inh] govori 413,000 Inguša u Ingušetiji.

## Vanjske poveznice
- Ethnologue (14th)
- Ethnologue (15th)
- Nakh languages